# Hotan (prefektura)
Hotan (chiń. 和田地区; pinyin: Hétián Dìqū; ujg. خوتەن ۋىلايىتى, Hotän Vilayiti) – prefektura w Chinach, w regionie autonomicznym Sinciang. Siedzibą prefektury jest Hotan. W 1999 roku liczyła 1 613 793 mieszkańców.

## Podział administracyjny
Prefektura Hotan podzielona jest na:
- miasto: Hotan,
- 7 powiatów: Hotan, Karakax, Pishan, Lop, Qira, Keriya, Minfeng.